# Collegio di Oldham West and Royton
Oldham West and Royton è stato un collegio elettorale situato nella Grande Manchester, nel Nord Ovest dell'Inghilterra, e rappresentato alla Camera dei comuni del Parlamento del Regno Unito. Eleggeva un membro del parlamento con il sistema first-past-the-post, ossia maggioritario a turno unico; il collegio è stato abolito con la revisione del 2024, ed è stato sostituito da Oldham West, Chadderton and Royton, con la stessa estensione.

## Estensione
- 1997-2010: i ward del borgo metropolitano di Oldham di Alexandra, Chadderton Central, Chadderton North, Chadderton South, Coldhurst, Royton North, Royton South, St Paul's e Werneth.
- 2010-2024: i ward del borgo metropolitano di Oldham di Chadderton Central, Chadderton North, Chadderton South, Coldhurst, Hollinwood, Medlock Vale, Royton North, Royton South e Werneth.

Il collegio era uno dei tre che coprivano il borgo metropolitano di Oldham; comprendeva la parte occidentale del borough, incluse Chadderton e Royton, ma non Failsworth che si trovava nel collegio di Ashton-under-Lyne.

## Membri del parlamento
| Elezione | Elezione    | Deputato         | Partito          |
| -------- | ----------- | ---------------- | ---------------- |
|          | 1997        | Michael Meacher  | Laburista        |
| 2015 (S) | Jim McMahon |                  | Laburista        |
|          | 2024        | Collegio abolito | Collegio abolito |

## Elezioni

### Elezioni negli anni 2010
| Partito                    | Partito                                | Candidato                  | Risultati 12 dicembre 2019 | Risultati 12 dicembre 2019 |
| Partito                    | Partito                                | Candidato                  | Voti                       | %                          |
| -------------------------- | -------------------------------------- | -------------------------- | -------------------------- | -------------------------- |
|                            | Laburista                              | Jim McMahon                | 24 579                     | 55,32                      |
|                            | Conservatore                           | Kirsty Finlayson           | 13 452                     | 30,27                      |
|                            | Brexit                                 | Helen Formby               | 3 316                      | 7,46                       |
|                            | Lib Dem                                | Garth Harkness             | 1 484                      | 3,34                       |
|                            | Verdi                                  | Dan Jerrome                | 681                        | 1,53                       |
|                            | Proud of Oldham & Saddleworth          | Debbie Cole                | 533                        | 1,20                       |
|                            | UKIP                                   | Anthony Prince             | 389                        | 0,88                       |
|                            |                                        |                            |                            |                            |
| Iscritti                   | Iscritti                               | Iscritti                   | 73 063                     | 100,00                     |
| ↳ Votanti (% su iscritti)  | ↳ Votanti (% su iscritti)              | ↳ Votanti (% su iscritti)  | 44 434                     | 60,82                      |
| ↳ Astenuti (% su iscritti) | ↳ Astenuti (% su iscritti)             | ↳ Astenuti (% su iscritti) | 28 629                     | 39,18                      |
|                            |                                        |                            |                            |                            |
|                            | Esito: collegio confermato a Laburista |                            |                            |                            |

| Partito                    | Partito                                | Candidato                  | Risultati 8 giugno 2017 | Risultati 8 giugno 2017 |
| Partito                    | Partito                                | Candidato                  | Voti                    | %                       |
| -------------------------- | -------------------------------------- | -------------------------- | ----------------------- | ----------------------- |
|                            | Laburista                              | Jim McMahon                | 29 846                  | 65,18                   |
|                            | Conservatore                           | Christopher Glenny         | 12 648                  | 27,62                   |
|                            | UKIP                                   | Ruth Keating               | 1 899                   | 4,15                    |
|                            | Lib Dem                                | Garth Harkness             | 956                     | 2,09                    |
|                            | Verdi                                  | Adam King                  | 439                     | 0,96                    |
|                            |                                        |                            |                         |                         |
| Iscritti                   | Iscritti                               | Iscritti                   | 72 449                  | 100,00                  |
| ↳ Votanti (% su iscritti)  | ↳ Votanti (% su iscritti)              | ↳ Votanti (% su iscritti)  | 45 788                  | 63,20                   |
| ↳ Astenuti (% su iscritti) | ↳ Astenuti (% su iscritti)             | ↳ Astenuti (% su iscritti) | 26 661                  | 36,80                   |
|                            |                                        |                            |                         |                         |
|                            | Esito: collegio confermato a Laburista |                            |                         |                         |

| Partito                    | Partito                                | Candidato                  | Risultati 3 dicembre 2015 | Risultati 3 dicembre 2015 |
| Partito                    | Partito                                | Candidato                  | Voti                      | %                         |
| -------------------------- | -------------------------------------- | -------------------------- | ------------------------- | ------------------------- |
|                            | Laburista                              | Jim McMahon                | 17 209                    | 62,11                     |
|                            | UKIP                                   | John Bickley               | 6 487                     | 23,41                     |
|                            | Conservatore                           | James Daly                 | 2 596                     | 9,37                      |
|                            | Lib Dem                                | Jane Brophy                | 1 024                     | 3,70                      |
|                            | Verdi                                  | Simeon Hart                | 249                       | 0,90                      |
|                            | Monster Raving Loony                   | Sir Oink A-Lot             | 141                       | 0,51                      |
|                            |                                        |                            |                           |                           |
| Iscritti                   | Iscritti                               | Iscritti                   | 68 749                    | 100,00                    |
| ↳ Votanti (% su iscritti)  | ↳ Votanti (% su iscritti)              | ↳ Votanti (% su iscritti)  | 27 706                    | 40,30                     |
| ↳ Astenuti (% su iscritti) | ↳ Astenuti (% su iscritti)             | ↳ Astenuti (% su iscritti) | 41 043                    | 59,70                     |
|                            |                                        |                            |                           |                           |
|                            | Esito: collegio confermato a Laburista |                            |                           |                           |

| Partito                    | Partito                                | Candidato                  | Risultati 7 maggio 2015 | Risultati 7 maggio 2015 |
| Partito                    | Partito                                | Candidato                  | Voti                    | %                       |
| -------------------------- | -------------------------------------- | -------------------------- | ----------------------- | ----------------------- |
|                            | Laburista                              | Michael Meacher            | 23 630                  | 54,78                   |
|                            | UKIP                                   | Francis Arbour             | 8 892                   | 20,61                   |
|                            | Conservatore                           | Kamran Ghafoor             | 8 187                   | 18,98                   |
|                            | Lib Dem                                | Garth Harkness             | 1 589                   | 3,68                    |
|                            | Verdi                                  | Simeon Hart                | 839                     | 1,94                    |
|                            |                                        |                            |                         |                         |
| Iscritti                   | Iscritti                               | Iscritti                   | 72 377                  | 100,00                  |
| ↳ Votanti (% su iscritti)  | ↳ Votanti (% su iscritti)              | ↳ Votanti (% su iscritti)  | 43 137                  | 59,60                   |
| ↳ Astenuti (% su iscritti) | ↳ Astenuti (% su iscritti)             | ↳ Astenuti (% su iscritti) | 29 240                  | 40,40                   |
|                            |                                        |                            |                         |                         |
|                            | Esito: collegio confermato a Laburista |                            |                         |                         |

| Partito                    | Partito                                | Candidato                  | Risultati 6 maggio 2010 | Risultati 6 maggio 2010 |
| Partito                    | Partito                                | Candidato                  | Voti                    | %                       |
| -------------------------- | -------------------------------------- | -------------------------- | ----------------------- | ----------------------- |
|                            | Laburista                              | Michael Meacher            | 19 503                  | 45,45                   |
|                            | Conservatore                           | Kamran Ghafoor             | 10 151                  | 23,66                   |
|                            | Lib Dem                                | Mark Alcock                | 8 193                   | 19,09                   |
|                            | BNP                                    | Dave Jones                 | 3 049                   | 7,11                    |
|                            | UKIP                                   | Helen Roberts              | 1 387                   | 3,23                    |
|                            | Respect                                | Shahid Miah                | 627                     | 1,46                    |
|                            |                                        |                            |                         |                         |
| Iscritti                   | Iscritti                               | Iscritti                   | 72 605                  | 100,00                  |
| ↳ Votanti (% su iscritti)  | ↳ Votanti (% su iscritti)              | ↳ Votanti (% su iscritti)  | 42 910                  | 59,10                   |
| ↳ Astenuti (% su iscritti) | ↳ Astenuti (% su iscritti)             | ↳ Astenuti (% su iscritti) | 29 695                  | 40,90                   |
|                            |                                        |                            |                         |                         |
|                            | Esito: collegio confermato a Laburista |                            |                         |                         |

### Elezioni negli anni 2000
| Partito                    | Partito                                | Candidato                  | Risultati 5 maggio 2005 | Risultati 5 maggio 2005 |
| Partito                    | Partito                                | Candidato                  | Voti                    | %                       |
| -------------------------- | -------------------------------------- | -------------------------- | ----------------------- | ----------------------- |
|                            | Laburista                              | Michael Meacher            | 18 452                  | 49,12                   |
|                            | Conservatore                           | Sean Moore                 | 7 998                   | 21,29                   |
|                            | Lib Dem                                | Stuart Bodsworth           | 7 519                   | 20,02                   |
|                            | BNP                                    | Anita Corbett              | 2 606                   | 6,94                    |
|                            | UKIP                                   | David Short                | 987                     | 2,63                    |
|                            |                                        |                            |                         |                         |
| Iscritti                   | Iscritti                               | Iscritti                   | 70 472                  | 100,00                  |
| ↳ Votanti (% su iscritti)  | ↳ Votanti (% su iscritti)              | ↳ Votanti (% su iscritti)  | 37 562                  | 53,30                   |
| ↳ Astenuti (% su iscritti) | ↳ Astenuti (% su iscritti)             | ↳ Astenuti (% su iscritti) | 32 910                  | 46,70                   |
|                            |                                        |                            |                         |                         |
|                            | Esito: collegio confermato a Laburista |                            |                         |                         |

| Partito                    | Partito                                | Candidato                  | Risultati 7 giugno 2001 | Risultati 7 giugno 2001 |
| Partito                    | Partito                                | Candidato                  | Voti                    | %                       |
| -------------------------- | -------------------------------------- | -------------------------- | ----------------------- | ----------------------- |
|                            | Laburista                              | Michael Meacher            | 20 441                  | 51,15                   |
|                            | Conservatore                           | Duncan Reed                | 7 076                   | 17,71                   |
|                            | BNP                                    | Nick Griffin               | 6 552                   | 16,40                   |
|                            | Lib Dem                                | Marc Ramsbottom            | 4 975                   | 12,45                   |
|                            | Verdi                                  | David Roney                | 918                     | 2,30                    |
|                            |                                        |                            |                         |                         |
| Iscritti                   | Iscritti                               | Iscritti                   | 69 378                  | 100,00                  |
| ↳ Votanti (% su iscritti)  | ↳ Votanti (% su iscritti)              | ↳ Votanti (% su iscritti)  | 39 962                  | 57,60                   |
| ↳ Astenuti (% su iscritti) | ↳ Astenuti (% su iscritti)             | ↳ Astenuti (% su iscritti) | 29 416                  | 42,40                   |
|                            |                                        |                            |                         |                         |
|                            | Esito: collegio confermato a Laburista |                            |                         |                         |

## Risultati dei referendum

### Referendum sulla permanenza del Regno Unito nell'Unione europea del 2016
|             | Collegio               | Lasciare UE % | Rimanere in UE % |
| ----------- | ---------------------- | ------------- | ---------------- |
|             | Oldham West and Royton | 62,1%         | 37,9%            |
| Inghilterra | 53,3%                  | 46,7%         |                  |
| Regno Unito | 51,9%                  | 48,1%         |                  |